# Francis Wise
Pour les articles homonymes, voir Wise.
Francis Wise est un universitaire, libraire et archiviste britannique né le 3 juin 1695 à Oxford et mort le 5 octobre 1767 à Elsfield. Il exerce la charge de gardien des archives (en) (Keeper of the Archives) de l'université d'Oxford de 1726 à sa mort.

## Biographie
Francis Wise est l'aîné des enfants de Francis Wise, un mercier d'Oxford. Après avoir été scolarisé à la New College School (en), il entre au Trinity College de l'université d'Oxford en 1711. Il décroche son Bachelor of Arts en 1714, son Master of Arts en 1717 et son Bachelor of Divinity en 1727. Il évolue en parallèle dans la hiérarchie ecclésiastique en étant ordonné diacre et prêtre en 1721.
Le 6 avril 1726, Wise est élu gardien des archives (en) (Keeper of the Archives) de l'université d'Oxford. La même année, il reçoit de son élève Francis North (fils du baron Guildford) la cure d'Elsfield, à quelques kilomètres d'Oxford, qui devient sa résidence principale. Contrairement à ses prédécesseurs, il ne travaille par sur les archives de l'université. Ses publications se concentrent sur d'autres domaines, notamment la numismatique et les études anglo-saxonnes. Sa première publication est une édition de la Vita Ælfredi regis d'Asser (1722), dans laquelle il s'efforce (avec l'aide de Humfrey Wanley et James Hill) de débarrasser le texte original des interpolations effectuées par Matthew Parker et William Camden. En 1750, il publie un catalogue des monnaies conservées à la bibliothèque bodléienne. Un projet d'édition du manuscrit Junius en collaboration avec Edward Lye, Edward Rowe Mores et George Ballard (en) échoue pour des raisons financières dans les années 1750.
En 1748, Francis Wise est élu premier bibliothécaire de la bibliothèque Radcliffe, aujourd'hui connue sous le nom de Radcliffe Caméra (Oxford).
Frappé de goutte, Francis Wise meurt en 1767, à l'âge de 72 ans. Il est inhumé à Elsfield.

## Publications
- 1722 : Annales rerum gestarum Ælfredi Magni auctore Asserio Menevensi
- 1750 : Nummorum antiquorum scriniis Bodleianis reconditorum catalogus
- 1758 : Some Enquiries Concerning the First Inhabitants, Language, Religion, Learning and Letters of Europe
- 1764 : The History and Chronology of the Fabulous Ages Considered